# 426-й окремий стрілецький батальйон (Україна)
426-й окремий стрілецький батальйон — підрозділ у складі Сухопутних військ Збройних сил України. Входить до складу ОК «Південь». Батальйон створено в 2022 році.

## Історія
Батальйон було сформовано на базі Донецького обласного територіального центру комплектування та соціальної підтримки.
У складі Сухопутних військ Збройних Сил України батальйон спеціалізується на виконанні бойових завдань за призначенням військової частини, включаючи участь в оборонних, наступальних, стабілізаційних та спеціальних операціях на території України.
З 14 червня 2023 року батальйон брав участь у штурмових операціях у координації з підрозділами 24-го окремого штурмового батальйону, що діє у складі 5-ї окремої штурмової бригади на Бахмутському напрямку. Незважаючи на тривалий та зосереджений ворожий вогонь зі стрілецької зброї, гранатометів, мінометів та артилерії, підрозділи батальйону успішно проводили як наступальні, так і оборонні операції у визначеному районі.
У 2025 році до батальйону перейшло ядро 48-го окремого штурмового батальйону.

## Символіка
На емблемі батальйону в зеленому полі перехрещено дві золоті рушниці, під якими на чорному вістрі зображено фігуру срібного орла, який тримає в лапах срібну стрілу.